# Центральний Китай

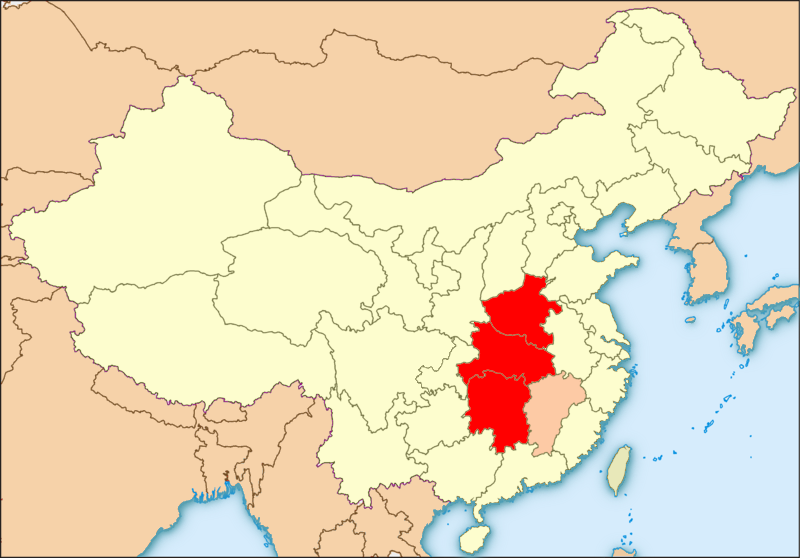
Південний Китай на карті КНР.

29°55′02″ пн. ш. 107°20′24″ сх. д. / 29.9171° пн. ш. 107.34° сх. д.
Централ́ьний Кита́й (кит.: 华南; 華南; Huánán) — географічний регіон Китаю. Найбільші населені пункти — Ухань, Чженчжоу, Чанша. Основна мова — мандаринський діалект китайської.